# 亞辛卡河
亞辛卡河（烏克蘭語：Ясінка），是烏克蘭西部的河流，屬於斯特雷河的右支流。該河發源自亞先卡-斯捷齊奧瓦以南，流經利維夫州的桑比爾區，河道全長11公里，流域面積29平方公里。